# Lubzina
Lubzina est une localité polonaise de la gmina de Ropczyce, située dans le powiat de Ropczyce-Sędziszów en voïvodie des Basses-Carpates.